# Ortoklaz
Ortoklaz, alkalni glinenec, kalijev glinenec ali valencianit je tektosilikatni mineral s kemijsko formulo KAlSi3O8 in pomembna sestavina magmatskih kamnin.  Njegovo ime je nastalo iz grških besed ὀρθός [orthos], ki pomeni raven ali pravi in κλάσις [klasis], ki pomeni zlom in se nanaša na njegovi razkolni ravnini, ki sta med seboj pravokotni. 
Poldrag mesečev kamen je sestavljen pretežno iz ortoklaza. 

## Nastanek in podvrste
Ortoklaz je sestavina večine granitov in drugih felzičnih magmatskih kamnin. V pegmatitu pogosto tvori velike kristale in vtrošnike.  
Čisti kalijev končni člen vrste ortoklazov tvori trdno raztopino z albitom, ki je čisti natrijev končni člen vrste s kemijsko formulo NaAlSi3O8. Med počasnim ohlajanjem v Zemljini notranjosti so se najprej izkristalizirali lističi z natrijem bogatega albita, s čimer se preostali del taline bogatil s kalijem. Tako nastala intimna zmes obeh glinencev se imenuje pertit. 
Visokotemperaturni polimorf ortoklaza je sanidin, ki je pogosta sestavina hitro ohlajenih vulkanskih kamnin, kot so obsidian in felzične piroklastične kamnine. Njegova pomembna nahajališča so v trahitih v Drachenfelsu (Nemčija).  Nizkotemperaturni polimorf ortoklaza je mikroklin. Tretji polimorf je adular, poimenovan po pogorju Adula v Švici, ki se pojavlja v nizkotemperaturnih hidrotermalnih depozitih.
Največji dokumentirani kristal ortoklaza, ki je meril približno 10 × 10 × 0,4 m in tehtal približno 100 ton, so našli na Uralu (Ruska federacija).
V Sloveniji je v večjih kristalnih zrnih bele do rumene barve v pegmatitih severne Slovenije in granitnih porfirjih južno od Črne na Koroškem.

## Uporaba
Ortoklaz je skupaj z drugimi glinenci pogosta surovina za proizvodnjo nekaterih vrst stekla, keramike, na primer porcelana, in mehanskih čistilnih sredstev. 
Nekatere intimne zmesi ortoklaza in albita imajo privlačen bled sijaj. Imenujejo se lunin kamen in se uporabljajo za izdelavo nakita. Večina luninih kamnov je prosojna in bele barve, pojavljajo pa se tudi sivi in  breskovi toni. Njihov sijaj se v gemologiji imenuje adularescenca in je običajno opisan kot "kremasto ali srebrnkasto bel z valovitim  nadihom". Lunin kamen je državni kamen ameriške države Floride.
Poldrag kamen z imenom mavrični lunin kamen je brezbarven različek labradorita in se od pravega luninega kamna razlikuje po večji prozornosti in igri barv. Njuna vrednost in trajnost sta približno enaki. 